# Кунимунд
Кунимунд (на латински: Kunimund; Cunimund; † 567 г.) е крал на гепидите от 560 до 567 г.

## Произход и управление
Той е син на крал Туризинд (548 – 560) и брат на Турисмод, който е убит през 551 или 552 г. в битка от Албоин, синът на Аудоин.
Кунимунд последва баща си на трона през 560 г. По това време гепидите населяват територията на Среден Дунав в съседство с лангобардите.
През 565/566 г. Кунимунд побеждава нападналите го Албоин с лангобардите с помощта на източноримския император Юстин II. Понеже не отстъпва крепостта Сирмиум на Източен Рим, Юстин оттегля своята помощ на гепидите. Албоин се съюзява с аварите и напада отново гепидите през 567 г. Кунимунд е побебеден от Албоин, който го убива и от черепа му прави чаша (scala) и се жени за дъщеря му Розамунда. Гепидите попадат под лангобардско и аварско владение. Някои от гепидите са предпочели да встъпят на източноримска служба.